# Birdgirl
Birdgirl è una serie televisiva animata statunitense del 2021, creata da Michael Ouweleen e Erik Richter.
Originata come spin-off di Harvey Birdman, Attorney at Law, a sua volta spin-off della serie animata Birdman di Hanna-Barbera e Space Ghost Coast to Coast, la serie vede protagonista Judy Ken Sebben che, dopo aver acquisito l'azienda di suo padre, cerca di sistemare insieme al suo team le decisioni retrograde di suo padre.
La serie viene trasmessa negli Stati Uniti su Adult Swim dal 5 aprile 2021. Il 4 ottobre 2021, Kether Donohue, la doppiatrice di Gillian, ha rivelato tramite Instagram che Birdgirl è stato rinnovato per una seconda stagione. Il rinnovo è stato confermato il 9 febbraio 2022.

## Trama
Judy Ken Sebben eredita la compagnia di suo padre, un'azienda costruita intorno a prodotti e pratiche retrograde come l'abbattimento delle foreste di sequoie o la gestione di ospedali per bambini a scopo di lucro. Agendo sotto il nome di Birdgirl, forma un team composto da Meredith the Mindtaker, The Feels, Strongarm e Birdcat. Insieme cercano quindi di annullare le vecchie decisioni di suo padre.

## Episodi
| Stagione         | Episodi | Prima TV USA | Prima TV Italia |
| ---------------- | ------- | ------------ | --------------- |
| Prima stagione   | 6       | 2021         | inedita         |
| Seconda stagione | 6       | 2022         | inedita         |

## Personaggi e doppiatori

### Personaggi principali
- Judy Ken Sebben "Birdgirl", doppiata da Paget Brewster.
- Meredith the Mindtaker, doppiata da Negin Farsad.
- Paul "The Feels", doppiato da Tony Hale.
- Charlie "Strongarm", doppiato da River L. Ramirez.
- Birdcat.

### Personaggi ricorrenti
- Brian O'Brien, doppiato da Rob Delaney.
- Evie "The Big Ten", doppiata da Sonia Denis.
- Gillian, doppiato da Kether Donohue.
- Dog with Bucket Hat, doppiato da John Doman.
- Jessica della contabilità, doppiata da Julie Dove.
- Sindaco, doppiato da Brent Weinbach.

## Distribuzione

### Trasmissione internazionale
- 5 aprile 2021 negli Stati Uniti su Adult Swim;[2]
- 21 giugno 2021 nel Regno Unito su E4;[6]
- 28 maggio 2022 in Australia su Stan.[7]

## Accoglienza
Recensendo i primi 2 episodi della serie, Den of Geek ha elogiato i personaggi "caotici" e il retroscena, esprimendo speranza nel suo potenziale.
AV Club ha dato merito al personaggio titolare interpretato da Paget Brewster, lamentando d'altra parte il fatto che i personaggi secondari "non fossero interessanti come quelli di Harvey Birdman".